# Kullervo Manner
Kullervo Manner (1880 – 1939) a fost un lider comunist finlandez. În timpul războiului civil din Finlanda, Manner a fost comandantul Armatei Roșii finlandeze și prim-ministru a efemerei Republici Socialiste Muncitorești Finlandeze (începutul anului 1918).
După înfrângerea roșiilor și a revoluției finlandeze, Manner a fugit în Rusia Sovietică, unde a devenit președintele Partidului Comunist Finlandez din exil (1920 – 1935). În timpul epurărilor staliniste, Manner a fost una dintre nenumăratele victime ale dictatorului sovietic. A fost condamnat la 10 ani de muncă într-un lagăr. A murit în închisoare în 1939 de tuberculoză, conform actelor oficiale.